# Heidi Lehrer
Heidi Anne Lehrer (geb. 4. März 1966) ist eine ehemalige antiguanische Kanutin.

## Sport
Sie trat bei den Olympischen Sommerspielen 1996 in Atlanta an. Im Einer-Kajak über 500 Meter schied sie im Vorlauf aus. Ihre Brüder Jacob und Pieter Lehrer traten bei denselben Olympischen Spielen ebenfalls an.